# Nami Miyahara
Nami Miyahara (????? Ey Iran?) es una seiyū y cantante japonesa nacida el 24 de enero de 1978 en Tokio, Japón.

## Papeles
- Magical Doremi: Momoko Asuka
- Magical Doremi: Masaru Yada
- Mushiking: Popo
- Magic User´s Club: Jurika Jinno
- Mannote Shogogeten: Shouko
- Las Chicas Superpoderosas Z: Miyako Gotoukuji/Rolling Bubbles/Burbuja
- Yu-Gi-Oh! Zexal: Akari Tsukumo
- Inazuma Eleven: Kogure Yuuya/Scott Banyan